# Kay Bailey Hutchison
Pour les articles homonymes, voir Hutchison.
Kay Bailey Hutchison, née le 22 juillet 1943 à Galveston (Texas), est une femme politique américaine, membre du Parti républicain et sénatrice du Texas au Congrès des États-Unis de 1993 à 2013. Candidate à l'investiture républicaine pour le poste de gouverneur du Texas en 2010, elle est battue par le sortant Rick Perry, en obtenant 30,3 % des suffrages.

## Biographie
Diplômé en droit de l'université du Texas, conseiller juridique de profession, mariée à Ray Hutchison, dont elle a quatre enfants, elle est, de 1972 à 1976, députée à la Chambre des représentants du Texas.
En 1982, Kay Bailey Hutchison tente de se faire élire au Congrès mais est battue par le représentant démocrate Steve Bartlett.
Après une parenthèse dans le monde des affaires, elle est élue en 1991, secrétaire au trésor de l'État du Texas.

### Sénatrice des États-Unis de 1993 à 2013
En juin 1993, Kay Bailey Hutchison est élue au Sénat des États-Unis avec 65 % des votes lors d'une élection spéciale pour terminer le mandat du sénateur démocrate Lloyd Bentsen devenu secrétaire dans le gouvernement de Bill Clinton et dont le siège était provisoirement occupé par Bob Krueger.
Kay Bailey Hutchison est réélue à son poste de sénatrice en 2006 avec 62 % des voix contre 36 % à la candidate démocrate Barbara Ann Radnofsky. Elle est également pressentie pour être candidate à l'élection présidentielle de 2008.

### Candidate sans succès au poste de gouverneur en 2010
Le 17 août 2009, elle annonce qu'elle va briguer l'investiture républicaine contre Rick Perry, qui sollicite un troisième mandat de gouverneur. Les sondages publiés sur la primaire sont très partagés entre les deux candidats (sur 9 sondages, cinq donnent Perry vainqueur contre quatre qui voient Hutchison victorieuse). Cette primaire républicaine apparait donc très compétitive.
Le 2 mars 2010, Rick Perry remporte de nouveau l'investiture républicaine avec 51,1 % des voix, contre 30,3 % à Kay Bailey Hutchison et 18,6 % à la candidate du Tea Party Debra Medina.
Conformément à ses engagements, Kay Bailey Hutchison ne brigue pas de nouveau mandat au Sénat en 2012.
Elle est nommée ambassadrice des États-Unis auprès de l'OTAN par le président Donald Trump. Sa nomination est confirmée par le Sénat le 3 août 2017.
Autres activités
Hors de la politique, Bailey Hutchison a aussi joué un rôle secondaire, comme sénatrice, dans un téléfilm de 2002, Action Force. Elle joue son propre rôle dans l'épisode Mr Justice dans la série Walker, Texas Ranger en 1997.